# Marcipopsis concinna
Marcipopsis concinna là một loài bướm đêm trong họ Noctuidae.